# POV〜呪われたフィルム〜
『POV 〜呪われたフィルム〜』（ピー・オー・ヴィ のろわれたフィルム）は、2012年2月18日公開の日本のホラー映画。監督は鶴田法男。

## 概要
『リング0 バースデイ』の鶴田法男監督による主観映像を駆使して描くホラームービー。"POV"とは "Point of view" の略語。大部分のシーンが出演者の撮影した映像という設定で、実際に出演者が撮影した映像も一部用いられている。モキュメンタリー手法で作られており、手持ち撮影が多用されている。この手法について監督の鶴田は「Jホラーは低予算ゆえ、どうすれば観客を怖がらせることができるかをとことん考えていた。しかしブーム到来とともに予算が付き、CGを多用。結局のところハリウッド製ホラー映画と変わらぬものとなり、Jホラー没落の要因となった」との反省に立ったものとしている。
キャッチコピーは「この学校には“何か”がいる――」。

## あらすじ
女優・志田未来は携帯電話向けトーク番組『志田未来のそれだけは見ライで!』に、事務所の後輩女優である川口春奈を招き番組収録を行っていた。しかし視聴者投稿の心霊動画を再生したところ、収録現場に異変が起こりだす。
調べると撮影場所は川口の母校である中学校であった。志田と川口、そして事務所マネージャーと番組スタッフは真相究明、興味本位とそれぞれの思惑を持ち中学校を訪ねるのだった。

## キャスト
- 志田未来：志田未来[1]
- 川口春奈：川口春奈[1]
- 最上佳代：三浦まゆ[1]
- 桑田透：平野靖幸[1]
- 橘直紀：児玉貴志[1]
- 北川朱美：嶋﨑亜美[1]
- 岡崎亮子：真下有紀[1]
- 島津大介：小須田康人[1]

## スタッフ
- 企画：牧野正、古郡真也
- 監督・脚本：鶴田法男
- 製作：日下部雅謹、新坂純一、鶴田浩司
- プロデューサー：古郡真也
- 配給：東宝映像事業部

## スピンオフ
『POV 〜志田未来のそれだけは見ラいで!〜』はLISMOドラマ 第31弾として配信された携帯電話向けスピンオフドラマ。2011年12月2日-12月30日まで全5話配信。

### 出演
- 志田未来
- 川口春奈
- 河本準一（次長課長）
- 伴大介
- 齋藤康弘
- 小須田康人
- 小柳友貴美

### スタッフ
- 監督・脚本 - 鶴田法男
- 主題歌 - 初音「ひだまり」